# Gordon Deppe
Gordon Eric Maurice Nic Deppe (Vancouver, Canadá, 12 de março de 1959) mais conhecido apenas como Gordon Deppe, é um guitarrista e vocalista canadense, mais conhecido por ser vocalista, guitarrista e fundador da banda de new wave canadense, Spoons. Deppe também é conhecido por ser o atual guitarrista da banda britânica de new wave, A Flock Of Seagulls desde 2017.

## Biografia
Gordon Deppe nasceu em Vancouver, no Canadá em 12 de março de 1959, mas logo após seu nascimento sua família foi morar em Lubeck, Alemanha, e só retornou para o Canadá em 1967, eles se estabeleceram na cidade de Burlington por conta de seu pai que queria ter uma vida melhor para si mesmo e par seus filhos, lá Gordon começou a estudar na Aldershot School, onde conheceu Sandy Horne e Derrick Ross, e logo criaram uma banda; para que Sandy começasse a tocar em sua banda, Gordon a ensinou a tocar violão, as coisas começaram a caminhar.
O tempo passou e Deppe colocou um anúncio no jornal procurando um tecladista, então Rob Preuss mostrou interesse em integrar sua banda, Rob no entanto era menor de idade e Gord teve que prometer aos pais de seu amigo que não iria dar bebidas alcoólicas a ele, Gordon e seus amigos não podiam consumir bebidas alcoólicas em nenhum momento por serem menores de idade.
Sua banda passou por vários nomes, até que um dia comendo sopa de letrinhas, Gordon montou o nome de sua banda e a banda ficou com o nome oficial e começou a escrever músicas em 1979, a banda eventualmente conseguiu um contrato com uma gravadora chamada Ready Records e lançaram seu álbum de estreia.
No dia 13 de agosto de 1982 no show The Police Picnic sua banda tocou ao lado de diversos outros artistas, entre eles Joan Jett, The Police e A Flock Of Seagulls, o qual anos mais tarde acabaria se juntando.
Com o sucesso de sua banda, eles começaram a abrir shows para bandas como o The Police e o Culture Club, logo em 1985 sua gravadora acaba falindo e eles tem que assinar com alguma outra, eles assinam então com a gravadora Anthem Records e começam a fazer músicas mais voltadas para o rock.
Alguns anos mais tarde, em 1990, Deppe deu uma pausa da banda, assim como os demais membros, precisando passar um tempo com sua família, Deppe planeja mais para frente retornar com sua banda e isso realmente acontece, seus membros se reuniram constantemente, até lançarem seu primeiro álbum novo em 2010.
Em dezembro de 2017, Gordon Deppe foi convidado pela banda A Flock Of Seagulls para substituir o guitarrista Joe Rodriguez, Deppe aceitou a proposta pois já conhecia a banda, pois já abriu shows para a banda e os membros de ambas as bandas já se conheciam e eram amigos desde a década de 1980.
Mais alguns anos depois Deppe e sua banda voltam de vez a ativa e planejam sempre lançar álbuns novos, hoje sua banda já está em seu nono álbum de estúdio, que foi lançado em 2019.

## Guitarras
Deppe tem diversas guitarras, entre elas ele tem várias Gibson Firebird V, de diversas cores diferentes, entre elas vale destacar três delas, uma branca, uma roxa e uma de madeira com branco. Além desses modelos, Gordon também tem uma Fender Stratocaster preta, também tem uma Gibson Les Paul dourada e também uma Gibson SG branca com preto. Todas essas guitarras ele usa em suas turnês ao lado de bandas como o Spoons e também o A Flock Of Seagulls.

## Vida pessoal
Deppe é formado em psicologia pela Universidade McMaster em Hamilton, Ontário, no Canadá, ele tem 3 filhos e atualmente está noivo de sua namorada de longa data, Megan Crockett, que é 13 anos mais jovem. Megan nasceu em Charlottetown, Prince Edward Island e é farmacêutica e equestre talentosa.

## Discografia

### Álbuns de estúdio com Spoons
- Stick Figure Neighbourhood (1981)
- Arias & Symphonies (1982)
- Talkback (1983)
- Bridges Over Borders (1986)
- Vertigo Tango (1988)
- Static in Transmission (2011)
- New Day New World (2019)

### Álbuns de trilha sonora
- Listen to the City (1984)